# Pseudohalogenidy
Pseudohalogenidy jsou polyatomové analogy halogenidů.
Chemie pseudohalogenidů je velmi podobná chemii halogenidů. Přítomnost dvojných i trojných vazeb ve vnitřní stavbě pseudohalogenidu nemá žádný zřejmý vliv na jeho chemické chování. Často jsou odvozeny od příslušných konjugovaných kyselin odtržením protonu. Stejně jako halogenovodíkové kyseliny mohou reagovat s hydroxidy za tvorby vody a solí – např.: 
HN3 + NaOH → H2O + NaN3
jako analogie klasické neutralizační reakce
HCl + NaOH → H2O + NaCl.

## Příklady pseudohalogenidů
Mezi pseudohalogenidové anionty patří například CN−, SCN−, OCN− a N -
3 .